# NGC 547
NGC 547 (również PGC 5324 lub UGC 1009) – galaktyka eliptyczna (E1), znajdująca się w gwiazdozbiorze Wieloryba. Odkrył ją William Herschel 1 października 1785 roku. Z galaktyką NGC 545 tworzy system podwójny, skatalogowany jako Arp 308 w Atlasie Osobliwych Galaktyk.